# Krasnojarśke (Krym)
Krasnojarśke (ukr. Красноярське, ros. Красноярское, Krasnojarskoje) – wieś na Ukrainie, w Autonomicznej Republice Krymu (de iure stanowiącej integralną część państwa ukraińskiego, w 2014 anektowanej przez Rosję i odtąd funkcjonującej jako Republika Krymu), w rejonie czornomorskim. W 2001 liczyła 788 mieszkańców, wśród których 148 wskazało jako ojczysty język ukraiński, 405 rosyjski, 204 krymskotatarski, 3 białoruski, 16 ormiański, a 9 inny. Według spisu ludności przeprowadzonego przez okupacyjne władze rosyjskie populacja wsi w 2014 wynosiła 626 osób.